# Het Ven (Rijmenam)
’t Ven is een natuurgebied ten noorden van de tot de Antwerpse gemeente Bonheiden behorende plaats Rijmenam, gelegen aan Korte Dreef en Rijmenamseweg.
Sinds 2003 wordt het gebied beheerd door Natuurpunt.
Het gebied meet 12,45 ha en heeft een hoogte van 5-10 meter. Het is een moerassig gebied dat gelegen is in een stuifzandcomplex en daar een van zuidwest naar noordoost lopende laagte vormt. Dit moeras maakte in de 17e eeuw deel uit van een complex van viskweekvijvers. Eind 19e eeuw werden greppels aangelegd om het moerasgebied af te wateren op de Zwartwaterbeek en de Boeimeerbeek. Deze afwatering lukte niet naar behoren.
Omstreeks 1980 werden pijpenstrootje, veldrus, dopheide, moerasstruisgras, veenpluis en ronde zonnedauw in het vochtige deel aangetroffen.